# Mărginimea Sibiului

Lage der Mărginimea Sibiului und ihrer Gemeinden im Kreis Sibiu mit den zwölf Sitzen der Bürgermeister.

Die Mărginimea Sibiului (oder verkürzt: Mărginime), ungarisch Szeben-Hegyalja (deutsch etwa “Hermannstädter Randgebiet”) ist eine ethnographisch bedeutende Region in Siebenbürgen, südlich und südwestlich von Hermannstadt (Sibiu) im Kreis Sibiu in Rumänien gelegen.

## Lage
Die zwischen Jina (Schinna) im Nordwesten, Sǎliște (Selischte) und Sibiel (Budenbach) im Norden, Rașinari (Städterdorf) und Sadu (Zoodt) im Westen sowie  Râu Sadului (Kalibaschen) im Süden gelegene dreieckförmige Region mit 17 Ortschaften befindet sich zwischen dem Fuß des Zibinsgebirges (Munții Cindrel) und der Großstadt Sibiu (Hermannstadt). Obwohl in direkter Nachbarschaft zu den ehemals weitgehend siebenbürgisch-sächsisch besiedelten Orten im Norden wie Sǎcel (Schwarzwasser), Cristian (Grossau) und Cisnădioara (Michelsberg), gilt die Mărginimea Sibiului als eine der traditionsreichsten rumänischen Gegenden des Landes.
Als Ausnahme kann die siebenbürgisch-sächsische Ortschaft Tălmaciu (Talmesch) als 18. Gemeinde gesehen werden, die von vielen Einheimischen nicht zur Mărginime gezählt wird.

## Die Ortschaften in der Mărginimea Sibiului
Zur Mărginimea Sibiului werden im Allgemeinen folgende Ortschaften gezählt:

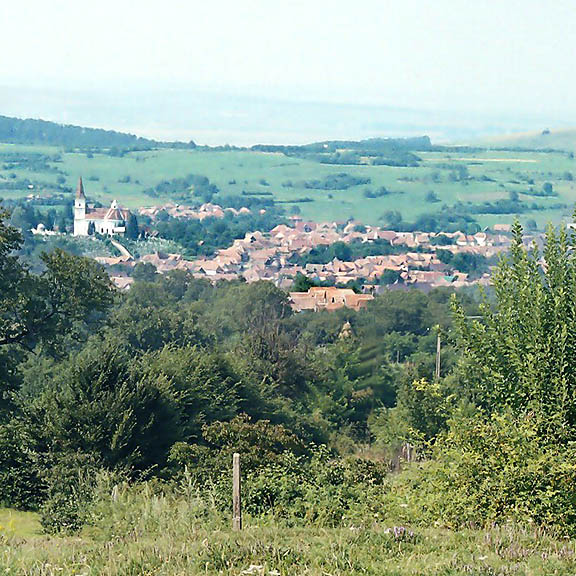
Rășinari von Prislop betrachtet.

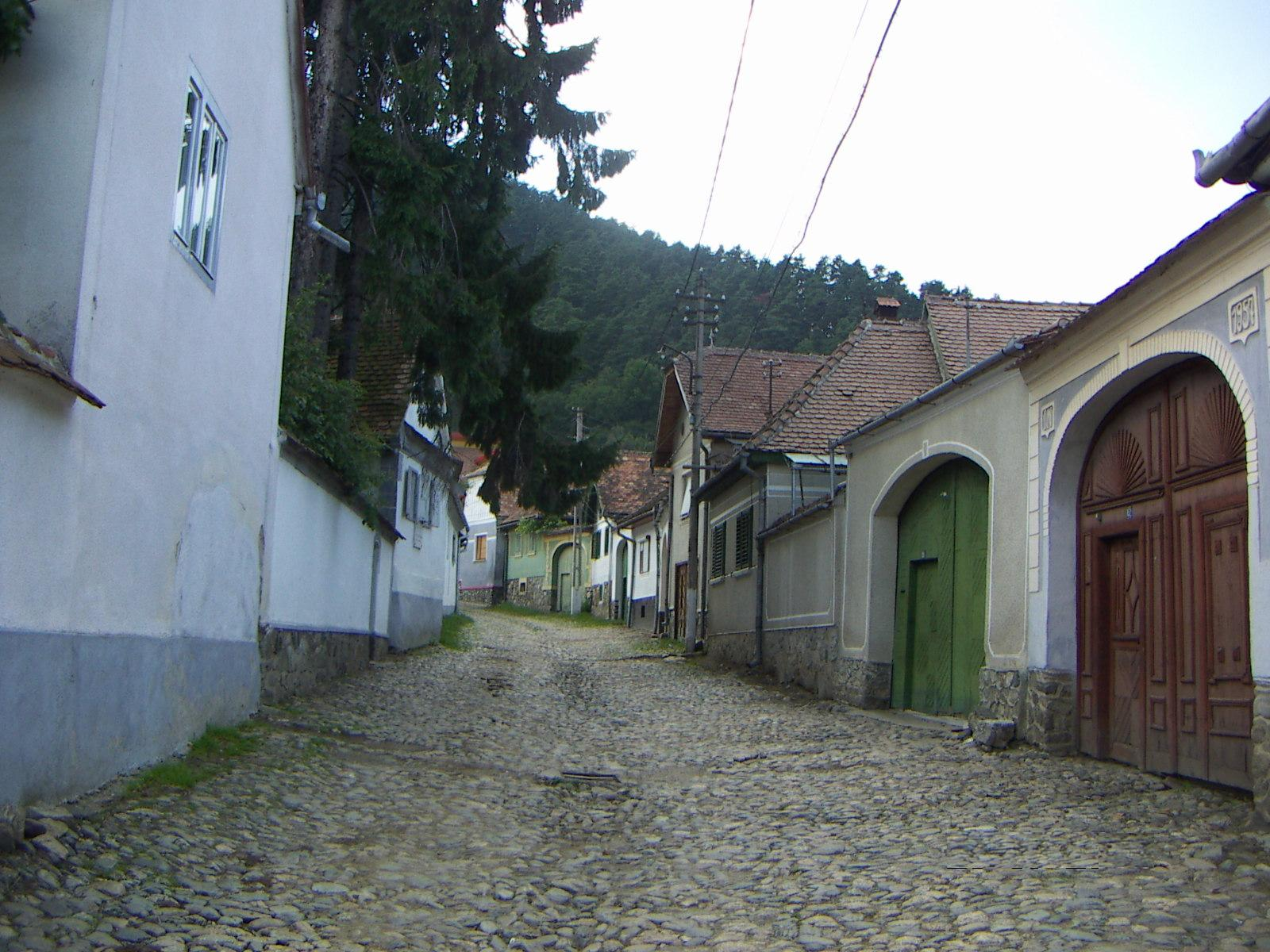
Gässchen in Rășinari.

Menschen aus Gura Râului nach dem Gottesdienst in Tracht.

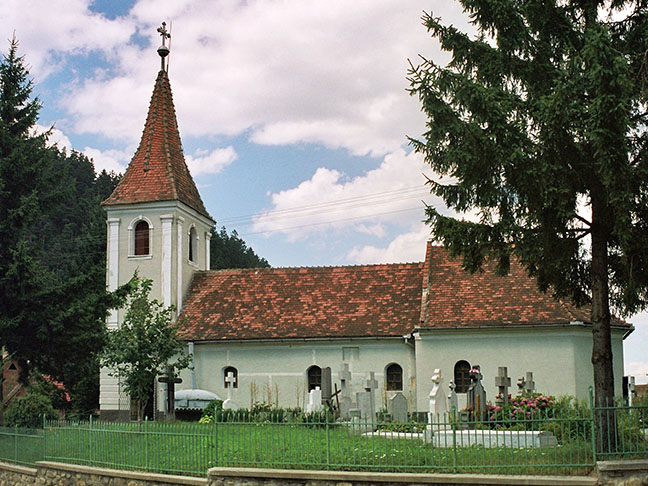
Frühere griechisch-katholische Kirche in Gura Râului.

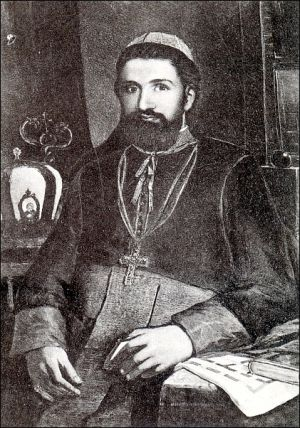
Der griechisch-katholische Bischof und Intellektuelle Inocențiu Micu-Klein aus Sadu.

| rumänischer Name         | deutscher Name             | ungarischer Name |
| ------------------------ | -------------------------- | ---------------- |
| Boița                    | Ochsendorf                 | Bojca            |
| Sadu                     | Zoodt                      | Cód              |
| Râu Sadului              | Kalibaschen                | Riuszád          |
| Tălmaciu                 | Talmesch                   | Nagytalmács      |
| Tălmacel                 | Klein-Talmesch             | Kistalmács       |
| Rășinari                 | Städterdorf bzw. Reschinar | Resinár          |
| Poplaca                  | Gunzendorf                 | Popláka          |
| Gura Râului              | Auendorf bzw. Guraro       | Guraró           |
| Orlat                    | Winsberg                   | Orlát            |
| Fântânele (vorm. Cacova) | Krebsbach                  | Szebenkákova     |
| Sibiel                   | Budenbach                  | Szibiel          |
| Vale                     | Grabendorf                 | Vále             |
| Săliște                  | Großdorf bzw. Selischte    | Szelistye        |
| Galeș                    | Gallusdorf                 | Szebengálos      |
| Tilișca                  | Telischen                  | Tilicske         |
| Rod                      | Rodt                       | Ród              |
| Poiana Sibiului          | Flußau                     | Polyán           |
| Jina                     | Schinna                    | Zsinna           |

### Mărginime im erweiterten Sinn
Gelegentlich werden darüber hinaus auch die sich nördlich davon befindenden Orte Cisnădie (Heltau), Cisnădioara (Michelsberg), Mohu (Moichen), Veștem (Westen), Bungard (Baumgarten), Șelimbăr (Schellenberg), Cristian (Großau) und Săcel (Schwarzwasser) zu der Region gezählt.

## Geschichte und Kultur
In Tilișca wurden Reste einer dakischen Festung freigelegt, sodass davon ausgegangen werden kann, dass die Gegend seit ältesten Zeiten besiedelt war.
Die Ortschaft Rășinari wurde 1204 – als erste der Siedlungen in der Mărginime – urkundlich erwähnt. Ähnlich wie das „Fogarascher Land“ (Țara Făgărașului, heute weitgehend im Kreis Brașov), wurden Teile der Mărginimea Sibiului im Lauf der Jahrhunderte gelegentlich an die Woiwoden der Walachei (z. B. im 14. und 15. Jahrhundert an Mircea cel Bătrân) vergeben.
Einen Aufschwung im kulturellen Leben brachten einerseits die zur habsburgischen Zeit vorteilhafte Zugehörigkeit vieler Rumänen zur griechisch-katholischen Konfession, später jedoch auch die von Joseph II. geförderte Errichtung rumänisch-orthodoxer Kirchengebäude. (Siehe: Auswahl markanter Persönlichkeiten)
Charakteristische für die Region sind sowohl die dörfliche Architektur, wie auch das ländliche Brauchtum und die je nach Ortschaft unterschiedlichen, meist jedoch ausschließlich in schwarz und weiß gehaltenen Trachten.

## Die Menschen
Die Bewohner der Mărginimea Sibiului beschäftigten sich traditionell hauptsächlich mit Schafzucht und Holzverarbeitung. Aufgrund der geographischen Lage und dem Hirtendasein war für eine kontinuierliche Verbindung zum rumänischen Süden (Walachei) gesorgt.

## Auswahl von Persönlichkeiten
- Inocențiu Micu-Klein (1692–1768), geboren in Sadu, war Theologe und Politiker
- Samuil Micu (1745–1806), geboren in Sadu, war Theologe, Historiker und Philosoph, Mitglied der Siebenbürgischen Schule
- Ioan Piuariu-Molnar (1749–1815), geboren in Sadu, war Sprachwissenschaftler
- Dionisie Romano (1806–1873), geboren in Săliște, war Theologe, Politiker und 1868 Ehrenmitglied der Rumänischen Akademie[4]
- Picu Pătruț (1818–1873), geboren in Săliște, war Schriftsteller und bildender Künstler[5]
- Ilarie Mitrea (1842–1904), geboren in Rășinari, war Arzt in der niederländischen Marine[6]
- Daniil Popovici Barcianu (1847–1900), geboren in Rășinari, war Pädagoge[7]
- Ioan Lupaș (1850–1967), geboren in Săliște, war Historiker, Politiker und 1916 Mitglied der Rumänischen Akademie[8]
- Axente Banciu (1875–1959), geboren in Săliște, war Schriftsteller und Journalist[9]
- Octavian Goga (1881–1938), geboren in Rășinari, war Dichter und Politiker
- Onisifor Ghibu (1883–1972), geboren in Săliște, war Pädagoge, 1919 korrespondierendes Mitglied der Rumänischen Akademie[10]
- Ion Ilcuș (1883–1977), geboren in Rășinari, war von 1939 bis 1940 rumänischer Verteidigungsminister[11]
- Andrei Oțetea (1894–1977), geboren in Sibiel, war Historiker und 1955 Mitglied der Rumänischen Akademie[12]
- Dumitru Roșca (1895–1980), geboren in Săliște, war Philosoph und 1974 Mitglied der Rumänischen Akademie[4]
- Aurel Decei (1905–1976), geboren in Gura Râului, war Historiker[13]
- Emil Cioran (1911–1995), geboren in Rășinari, war Philosoph und Schriftsteller